# Trophée Gazet van Antwerpen 2006-2007
 (août 2025).
Si vous disposez d'ouvrages ou d'articles de référence ou si vous connaissez des sites web de qualité traitant du thème abordé ici, merci de compléter l'article en donnant les références utiles à sa vérifiabilité et en les liant à la section « Notes et références ».
Navigation
2005-2006 2007-2008
Le Trophée Gazet van Antwerpen 2006-2007 est la 20e édition du Trophée Gazet van Antwerpen, compétition de cyclo-cross organisée par le quotidien belge néerlandophone Gazet van Antwerpen.

## Résultats
| Date         | Lieu                                      | Vainqueur       | Deuxième            | Troisième       |
| ------------ | ----------------------------------------- | --------------- | ------------------- | --------------- |
| 1er novembre | Koppenberg - GP Willy Naessens            | Sven Nys        | Richard Groenendaal | John Gadret     |
| 11 novembre  | Niel - Jaarmarktcross                     | Bart Wellens    | Richard Groenendaal | Sven Nys        |
| 18 novembre  | Hasselt - GP d'Hasselt                    | Gerben de Knegt | Bart Wellens        | Sven Nys        |
| 16 décembre  | Essen - GP Rouwmoer                       | Sven Nys        | Bart Wellens        | Gerben de Knegt |
| 28 décembre  | Loenhout - Azencross                      | Niels Albert    | Sven Nys            | Erwin Vervecken |
| 1er janvier  | Baal - GP Sven Nys                        | Sven Nys        | Lars Boom           | Niels Albert    |
| 3 février    | Lille - Krawatencross                     | Sven Nys        | Richard Groenendaal | Gerben de Knegt |
| 18 février   | Oostmalle - Internationale Sluitingsprijs | Niels Albert    | Sven Nys            | Jonathan Page   |

## Classement final
| #   | Coureur             | Points |
| --- | ------------------- | ------ |
| 1.  | Sven Nys            | 273    |
| 2.  | Niels Albert        | 238    |
| 3.  | Richard Groenendaal | 220    |
| 4.  | Gerben de Knegt     | 210    |
| 5.  | Erwin Vervecken     | 195    |
| 6.  | Bart Wellens        | 184    |
| 7.  | Sven Vanthourenhout | 181    |
| 8.  | Zdeněk Štybar       | 181    |
| 9.  | Bart Aernouts       | 142    |
| 10. | Wilant van Gils     | 135    |

## Résultats détaillés
| #  | Coureur             | Temps   |
| -- | ------------------- | ------- |
| 1  | Sven Nys            | inconnu |
| 2  | Richard Groenendaal |         |
| 3  | John Gadret         |         |
| 4  | Bart Aernouts       |         |
| 5  | Bart Wellens        |         |
| 6  | Erwin Vervecken     |         |
| 7  | Klaas Vantornout    |         |
| 8  | Niels Albert        |         |
| 9  | Wilant van Gils     |         |
| 10 | Sven Vanthourenhout |         |

| #  | Coureur             | Temps   |
| -- | ------------------- | ------- |
| 1  | Bart Wellens        | inconnu |
| 2  | Richard Groenendaal |         |
| 3  | Sven Nys            |         |
| 4  | Niels Albert        |         |
| 5  | Sven Vanthourenhout |         |
| 6  | Gerben de Knegt     |         |
| 7  | Erwin Vervecken     |         |
| 8  | Davy Commeyne       |         |
| 9  | David Willemsens    |         |
| 10 | Tim Van Nuffel      |         |

| #  | Coureur             | Temps   |
| -- | ------------------- | ------- |
| 1  | Gerben de Knegt     | inconnu |
| 2  | Bart Wellens        |         |
| 3  | Sven Nys            |         |
| 4  | Sven Vanthourenhout |         |
| 5  | Niels Albert        |         |
| 6  | Erwin Vervecken     |         |
| 7  | Bart Aernouts       |         |
| 8  | Zdeněk Štybar       |         |
| 9  | David Willemsens    |         |
| 10 | Richard Groenendaal |         |

| #  | Coureur             | Temps   |
| -- | ------------------- | ------- |
| 1  | Sven Nys            | inconnu |
| 2  | Bart Wellens        |         |
| 3  | Gerben de Knegt     |         |
| 4  | Richard Groenendaal |         |
| 5  | Niels Albert        |         |
| 6  | Petr Dlask          |         |
| 7  | Zdeněk Štybar       |         |
| 8  | Erwin Vervecken     |         |
| 9  | Wilant van Gils     |         |
| 10 | Thijs Al            |         |

| #  | Coureur             | Temps   |
| -- | ------------------- | ------- |
| 1  | Niels Albert        | inconnu |
| 2  | Sven Nys            |         |
| 3  | Erwin Vervecken     |         |
| 4  | Petr Dlask          |         |
| 5  | Zdeněk Štybar       |         |
| 6  | Richard Groenendaal |         |
| 7  | Bart Wellens        |         |
| 8  | Sven Vanthourenhout |         |
| 9  | Gerben de Knegt     |         |
| 10 | Davy Commeyne       |         |

| #  | Coureur         | Temps   |
| -- | --------------- | ------- |
| 1  | Sven Nys        | inconnu |
| 2  | Lars Boom       |         |
| 3  | Niels Albert    |         |
| 4  | Bart Wellens    |         |
| 5  | Erwin Vervecken |         |
| 6  | Kevin Pauwels   |         |
| 7  | Maxime Lefebvre |         |
| 8  | Zdeněk Štybar   |         |
| 9  | Gerben de Knegt |         |
| 10 | Wilant van Gils |         |

| #  | Coureur             | Temps   |
| -- | ------------------- | ------- |
| 1  | Sven Nys            | inconnu |
| 2  | Richard Groenendaal |         |
| 3  | Gerben de Knegt     |         |
| 4  | Niels Albert        |         |
| 5  | Kevin Pauwels       |         |
| 6  | Sven Vanthourenhout |         |
| 7  | Petr Dlask          |         |
| 8  | Klaas Vantornout    |         |
| 9  | Zdeněk Štybar       |         |
| 10 | Bart Aernouts       |         |

| #  | Coureur             | Temps   |
| -- | ------------------- | ------- |
| 1  | Niels Albert        | inconnu |
| 2  | Sven Nys            |         |
| 3  | Jonathan Page       |         |
| 4  | Erwin Vervecken     |         |
| 5  | Zdeněk Štybar       |         |
| 6  | Richard Groenendaal |         |
| 7  | Sven Vanthourenhout |         |
| 8  | Gerben de Knegt     |         |
| 9  | Bart Aernouts       |         |
| 10 | Kevin Pauwels       |         |